# Gardęga
Gardęga (także Gardeja, Gardzięga, Jardęga, niem. Gardenga) – rzeka w województwach warmińsko-mazurskim, pomorskim i kujawsko-pomorskim. Bierze początek ze źródeł w okolicy miasta Susz, płynie przez Pojezierze Iławskie, przepływa przez jeziora Nogat i Kuchnia i uchodzi do Osy jako jej prawy dopływ we wsi Rogóźno-Zamek.
Na potrzeby gospodarki wodnej Gardęga podzielona jest na dwie jednolite części wód: PLRW200017296839 (Gardęga do dopływu z Jeziora Klasztornego, bez dopływu z Jeziora Klasztornego) oraz PLRW200019296899 (Gardęga od dopływu z Jeziora Klasztornego do ujścia). Ponadto do scalonej części wód Gardęga włączono jednolite części wód: PLRW200025296849 (Dopływ z Jeziora Klasztornego), PLRW200017296872 (Dopływ z Zawdy) i PLRW20001729692 (Dopływ z jeziora Piaseczno).